# Heverleebos

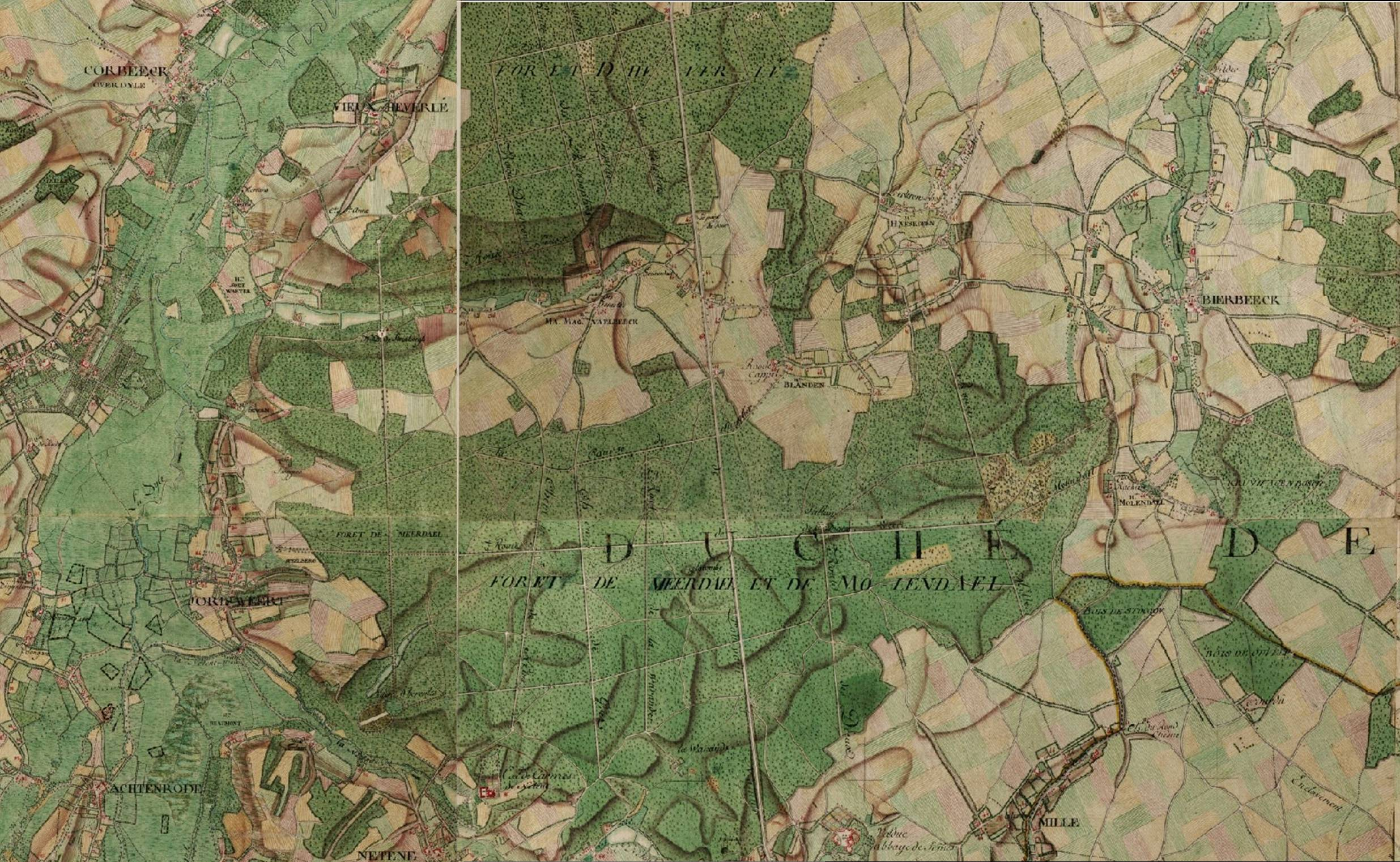
Meerdaalbos (onder) en Heverleebos (boven) op de Ferrariskaart in 1775

Het Heverleebos is een bosgebied ten zuiden van de stad Leuven in de Belgische provincie Vlaams-Brabant. Het bos ligt grotendeels op het grondgebied van Leuven, de rest in de gemeente Oud-Heverlee. Het bos ligt ingeklemd tussen Oud-Heverlee en de N251 in het westen, Leuven in het noorden, Blanden in het oosten en Vaalbeek en de Maurits Noëstraat in het zuiden. Tevens doorkruist de A3/E40 in het noordelijk deel het bos en de N251 in het oostelijk deel.
Het bosgebied behoort tot het bosdomein van het Meerdaalwoud, Heverleebos en Egenhovenbos. Het bosgebied is Europees beschermd als onderdeel van het Natura 2000-gebied 'Valleien van de Dijle, Laan en IJse met aangrenzende bos- en moerasgebieden' (BE2400011).

## Gemengd bos met arboretum en water
Het Heverleebos is 635 ha groot. Het grootste deel van het grondvlak van de bosbestanden wordt ingenomen door: Amerikaanse eik (22,81%), Beuk (20,45%), Grove den (18,95%) en Corsicaanse den (9,08%) (situatie in 2007). Nabij de E40 en de Naamsesteenweg N251 bevindt zich in het Heverleebos een arboretum met diverse uitheemse boomsoorten. De zuidwestelijke tip van het Heverleebos grenst aan het toeristisch populaire Zoet Water met de Minnebron en de Onze-Lieve-Vrouw van Steenbergenkapel. Er zijn verschillende houten sculpturen in het bos.

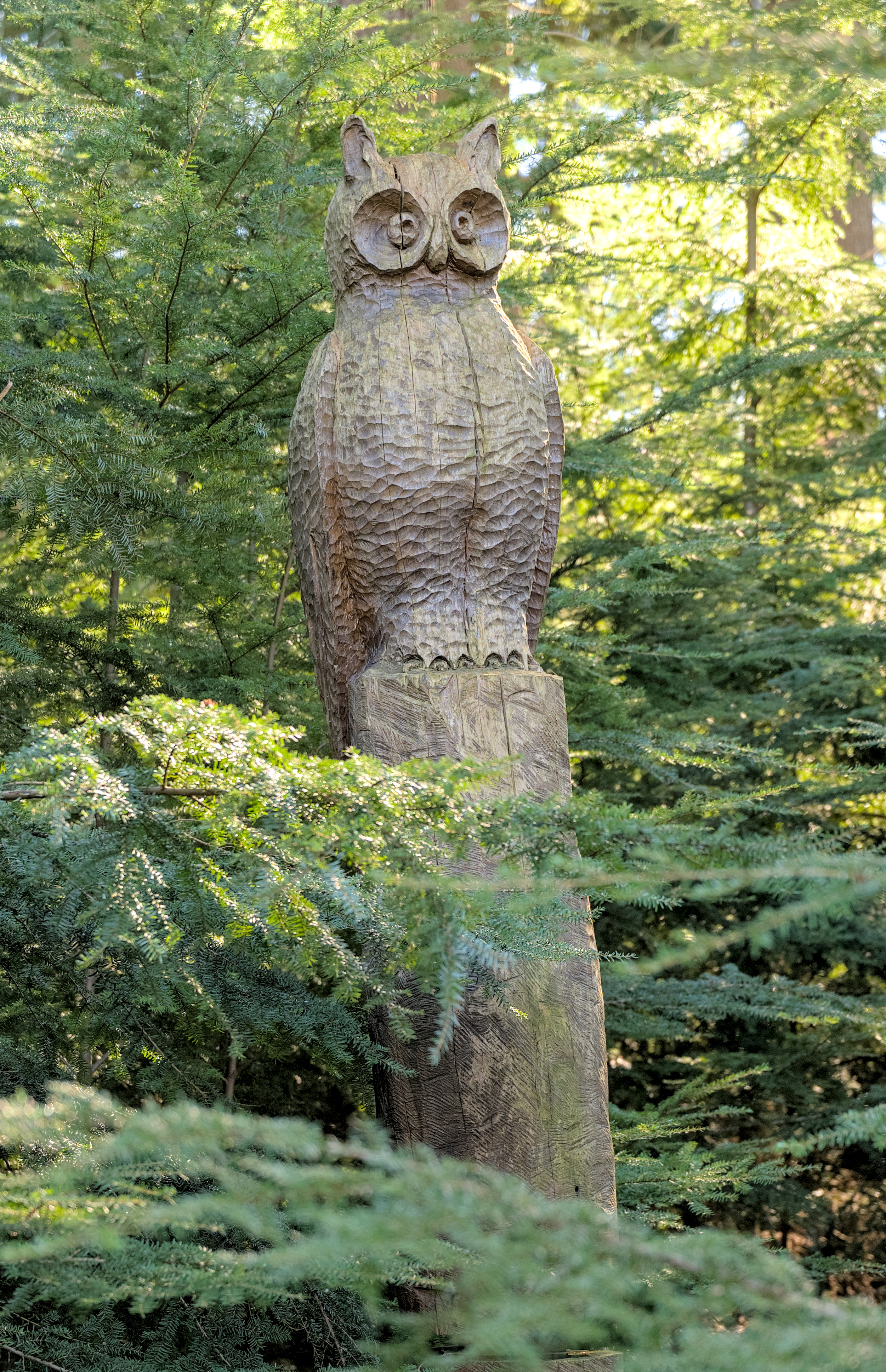
Een van de houten sculpturen van Ad Wouters
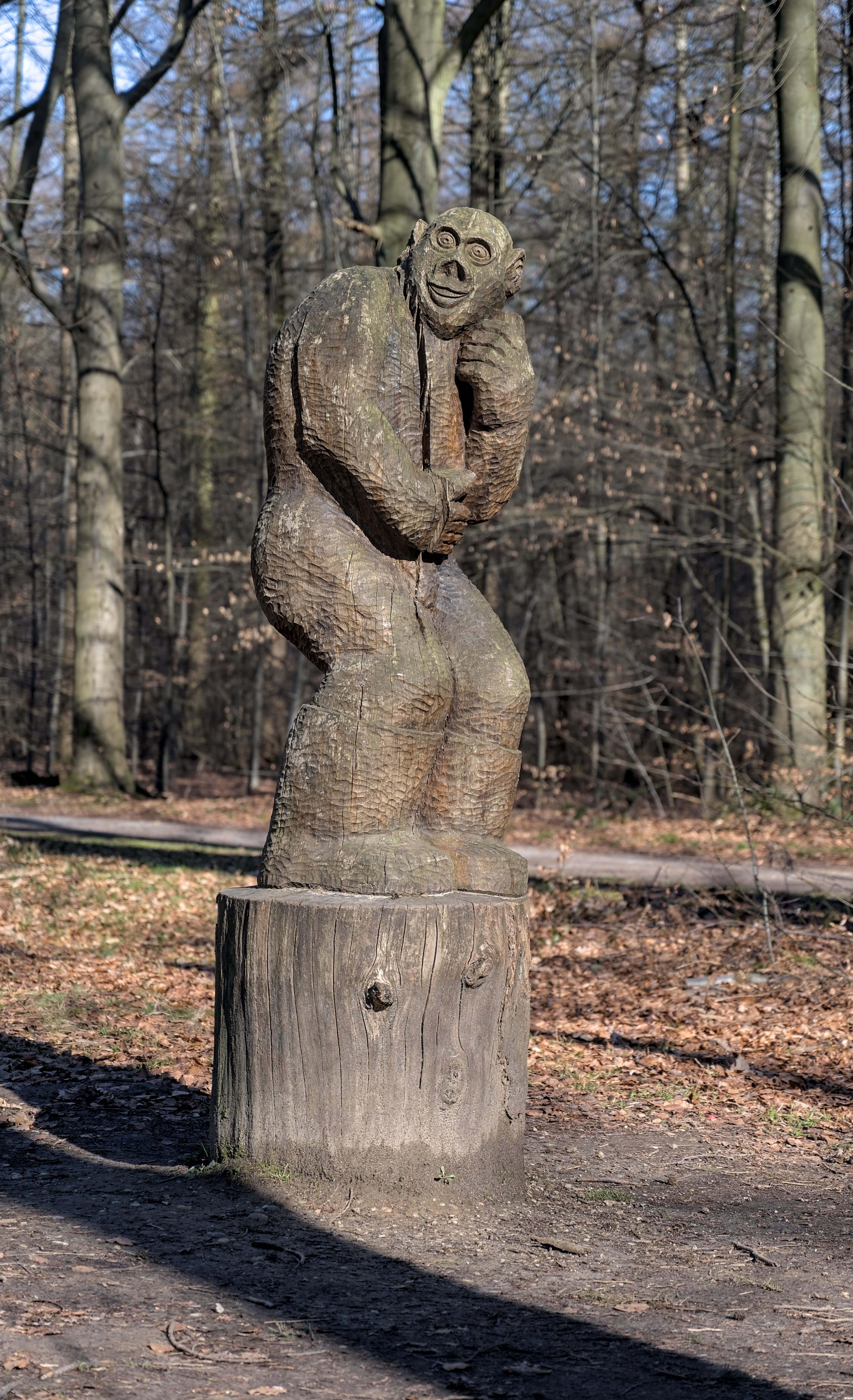
De Neanderthaler sculptuur van Ad Wouters

## Etymologie
De naam Heverlee is volgens de taalkundige Maurits Gysseling afgeleid van de Germaanse woorden voor geitenbok (hafra) en 'bosje op hoge zandgrond' (lauha).

## Geschiedenis

### "Zuster" van het Meerdaalbos
De geschiedenis van het Heverleebos bos is nauw verbonden met die van het aangrenzende Meerdaalbos. Ook in het Heverleebos zijn nog steeds de resten van tumuli uit de ijzertijd en de Gallo-Romeinse periode te zien. Twee van die tumuli zijn het Monarkengraf en de naastgelegen ringwalheuvel.

### Verschillende namen
In de twaalfde eeuw duikt de naam Heuerle op in verband met de schenking van een jachtpark van hertog Godfried I van Leuven aan Norbertijnen uit het Noord-Franse Laon. In 1154 beheerde de jonge abdijgemeenschap meer dan 350 hectare van het Heverleebos, delen die bekend zouden worden als Parkbos en Bovenbos. Andere delen van het Heverleebos werden in de twaalfde eeuw beheerd door de heren van Heverlee die leenmannen waren van de heren van Bierbeek. De namen Busdombos en de Nytterdelle zijn als delen van het huidige Heverleebos te zien op zestiende-eeuwse kaarten.

### Van Croÿ en Arenberg tot Agentschap voor Natuur en Bos
In 1446 verwierf Anton van Croÿ de baronie Heverlee met het Heverleebos. Vanaf dan zou het Heverleebos eeuwenlang in één adem worden genoemd met het Meerdaalwoud. Na het kinderloos overlijden van Karel van Croÿ in 1612 ging het boscomplex Heverleebos-Meerdaalwoud, als onderdeel van het hertogdom Aarschot, naar zijn oudste zus Anna. Omdat deze Anna van Croÿ in 1587 was getrouwd met Karel van Arenberg kwamen het Heverleebos en het Meerdaalwoud in handen van het Huis van Arenberg, dat deze bossen vier eeuwen lang zou beheren. In de nadagen van de Eerste Wereldoorlog werden alle gronden van het Huis van Arenberg in België door de Belgische staat gesekwestreerd omdat de Arenbergs als Duitsers werden beschouwd. Sindsdien wordt het beheer door de overheid georganiseerd. In dit opzicht behoort het Heverleebos vandaag tot de Beheerregio Meerdaal van het Agentschap voor Natuur en Bos.

### Van bedreiging tot bescherming
Het bos raakte versnipperd door de aanleg van de Naamsesteenweg (de latere N251) in 1754 en de aanleg van de autoweg Brussel-Luik (E40) in 1969. De aanleg van deze snelweg was de aanleiding om de vzw de Vrienden van Heverleebos en Meerdaalwoud op te richten. Mede dankzij deze vereniging werd het bos in 1971 als landschap beschermd.